# Lukas Løkken
Lukas Løkken (15 de juliol de 1992) és un actor danès, És conegut per interpretar els personatges de "Jack" en En-to-tre-nu!, "Patrick" en The Rain i "Anders" en Nisser.

## Filmografia
- En-to-tre-nu! (2016)
- The Rain (2018—2020)
- 2 Døgn (2021)
- Nisser (2021)